# فضل‌الله وزیرنظام نوری
میرزا فضل الله خان وزیر نظام نوری، از صاحب منصبان عصر قاجار است که مدتی را حاکم قم بود. او از نائبان تولیت و متولیان آستان قدس رضوی است.

## سرگذشت
وی پس از مرگ محمدشاه مدتی حاکم قم بود. ریاست قشون آذربایجان و لقب وزیرنظام توسط آقاخان نوری برادر میرزافضل الله به وی داده شد. وی اندکی بعد سمت وزارت و پیشکاری حمزه‌میرزای حشمت‌الدوله را دریافت کرد. بعضی اقدامات وزیرنظام عبارت‌است از: مرمت و تزیین ایوان طلا و سقاخانه، تعمیر مسجدجامع گوهرشاد، برچیدن دکان‌های مزاحم پایین خیابان، ساخت حمام و بازار حضرت از وجوه حق‌التولیه، احداث کاروانسرا و بازاری بزرگ در جنب غربی صحن کهنه و جنوب بست بالا که بعداً به بازار وزیرنظام شهرت یافت، ساخت عمارت اعیان بالای حوض انبار صحن عتیق، موسوم به دارالتولیه، احداث کاروان‌سرایی در جنوب صحن نو برای صنف جواهریان و فیروزه‌تراشان، تعمیر بازارهای آغچه و عباسقلی‌خان و اختصاص آنها به صنف سنگ‌تراشان و سراجان و دیگر کسبه، نصب چهارجفت درِنقره در حرم، تذهیب و مرمت درِطلای مرصع جواهرنشان ضریح، احداث حوضی بزرگ در صحن نو، تزیین و تعمیر دارالحفاظ، دارالسیاده، توحیدخانه و غرفه‌های صحن، اتمام سنگ قسمتی از پایین دیوارهای صحن نو، مفروش کردن خیابان‌های علیا و سفلی با خشت پخته و سنگ خام، دیوارکشی کناره‌های نهر خیابان، مفروش کردن هر دو صحن مقدس با سنگ مرمر، نصب چراغدان‌های بلور و قندیل‌هایی در حجره‌های دو صحن و منارههای حرم و مسجد گوهرشاد.